# Maurice Taillandier
Maurice Michel Taillandier (Bordeaux, 27 gennaio 1881 – Bordeaux, 28 dicembre 1932) è stato uno schermidore francese, vincitore di una medaglia d'argento al Campionato Internazionale di scherma del 1922.

## Palmarès
In carriera ha ottenuto i seguenti risultati:
- Campionati internazionali di scherma

Parigi-Ostenda 1922: argento nella sciabola individuale.